# Rapporti tra 'ndrangheta e politica
I rapporti fra 'ndrangheta e politica tratta della collaborazione fra uomini della criminalità organizzata calabrese e uomini eletti dai cittadini, nei posti di pubblica responsabilità, al fine di trarre reciproci illeciti vantaggi. Almeno dagli anni 1970, si sono verificate inchieste in relazione a minacce, rapporti con massoni, rapporti con servizi segreti, omicidi, scioglimento di comuni per infiltrazioni mafiosa e arresti di politici e ndranghetisti, stretti in un complesso politico mafioso.
Questa lista è suscettibile di variazioni e potrebbe essere incompleta o non aggiornata.

## Storia
La collusione tra 'ndrangheta e politica è molto forte e inizia negli anni ottanta con la votazione di politici collusi con le 'ndrine. Sono ormai fatti noti i collegamenti in passato con la destra eversiva, anche se questo non significa uno schieramento politico dell'organizzazione criminale. Ha appoggiato anche la DC, il PSI, il PRI, il PSDI e il PLI ed ebbe rapporti contemporaneamente con diversi partiti: oltre che coi partiti di governo, infatti, vi sono state molteplici sovrapposizioni anche tra ambienti 'ndranghetisti e forze politiche di opposizione, come il PCI ed il MSI. La 'ndrangheta non è né di destra né di sinistra proprio per la sua organizzazione non gerarchica dove alcune 'ndrine possono decidere di appoggiare in un certo momento uno schieramento politico e altre nello stesso tempo l'opposto schieramento, a seconda del ritorno economico.
(Giuseppe Lavorato, ex Deputato PCI già sindaco antimafia di Rosarno)

l'ex parlamentare della Democrazia Cristiana Ludovico Ligato

Negli anni ottanta avvengono una serie di omicidi verso esponenti del PCI e della DC. L'11 giugno 1980, fu assassinato Giuseppe Valarioti, segretario della Sezione del PCI di Rosarno. Aveva solo 30 anni. Si trattò del primo omicidio politico della 'ndrangheta. Dieci giorni dopo, il 21 giugno 1980 fu assassinato Giovanni Losardo, militante comunista, già Sindaco di Cetraro e - al momento dell'assassinio - Assessore alla pubblica istruzione, Segretario capo presso la Procura della repubblica del Tribunale di Paola.
Nel 1983 poi, a Limbadi avvenne un caso eclatante. La presenza mafiosa in politica era così vasta, che le elezioni vennero vinte dal latitante Francesco Mancuso.
Infine nel 1989, fu assassinato Lodovico Ligato, ex parlamentare DC ed ex presidente delle Ferrovie dello Stato. Con la legge del 1º maggio 1991 n. 164 (Legge contro le infiltrazioni mafiose negli enti locali) che permette lo scioglimento dei comuni per infiltrazioni mafiose in Calabria vengono sciolti lo stesso anno il comune di Lamezia Terme e di Melito di Porto Salvo. Entrambi verranno sciolti nuovamente, il primo nel 2002, il secondo nel 1996. Nel '92 viene sciolto il comune di Rosarno. Nel 1995 venne sciolto anche un comune del nord Italia: Bardonecchia. Nonostante la proposta del prefetto Frattasi, il Governo invece nel 2009 sceglie di non sciogliere il consiglio del comune di Fondi.
Dal 2000 al 2004 sono avvenuti 325 atti intimidatori verso amministratori locali della Calabria. Nel 2001 a Rosarno la 'ndrangheta minaccia lo storico sindaco antimafia Giuseppe Lavorato con una sventagliata di colpi di kalashnikov contro la sede del Comune e contro la finestra del suo ufficio. Più volte minacciato di morte dalle cosche della 'ndrangheta, il Sindaco Lavorato portò Rosarno a essere uno dei primi Comuni d'Italia (dopo quello di Gioiosa Jonica, con il sindaco Francesco Modafferi, nel 1977) a costituirsi parte civile in un processo antimafia (ottenendo risarcimento dei danni patrimoniali, morali e di immagine causati dai mafiosi).
Il 26 marzo del 2003 a Maurizio Carbonera, sindaco di Buccinasco, comune del milanese ad alta densità mafiosa, viene incendiata l'auto e il 27 marzo 2005 gli viene spedita una busta con un proiettile da mitragliatore. Il 16 ottobre 2005, alle primarie dell'Unione viene assassinato a Locri, Francesco Fortugno, vicepresidente del Consiglio regionale della Calabria. Il 15 agosto 2007 avviene il caso più eclatante degli ultimi anni in fatto di 'ndrangheta che ha avuto grande risonanza nazionale e mediatica come la strage di Duisburg.
Tra il 2007 e il 2008 vengono arrestati i sindaci e i vicesindaci di Seminara, Rosarno e Gioia Tauro. Sempre in quest'ultimo anno è stato sciolto anche il comune di Amantea.
Il 23 febbraio 2010 in un'inchiesta su una rete di riciclaggio di denaro attuata dai vertici di Telecom Sparkle e Fastweb, sarebbe coinvolto anche il senatore del Popolo delle libertà Nicola Di Girolamo, eletto a Stoccarda, in Germania con schede elettorali false degli Arena.
Nel 2010 in Calabria sono stati rilevati ben 87 casi di intimidazioni verso amministratori locali, di cui 25 nella provincia di Cosenza, 22 nella provincia di Reggio Calabria e 21 nella provincia di Catanzaro, le restanti nelle province di Vibo Valentia e Crotone.
Il 30 novembre 2011 si conclude un filone dell'operazione Crimine-Infinito, in cui viene arrestato il consigliere regionale della Calabria Francesco Morelli insieme a un avvocato, un medico, appartenenti alle forze dell'ordine e presunti membri dei Valle-Lampada.
Il 10 ottobre 2012 viene arrestato, a Milano, insieme ad altre 19 persone, l'assessore regionale della Lombardia Domenico Zambetti del Pdl per voto di scambio politico-mafioso (ha comprato, a 50 € a voto, 4000 voti dalla 'ndrangheta per un totale di 200.000 €), concorso esterno in associazione di tipo mafioso e corruzione. L'assessore era in rapporti con Giuseppe D'Agostino (già arrestato anni prima per le operazioni sull'ortomercato) delle famiglie Morabito-Bruzzaniti-Palamara e con il gestore di negozi Costantino Eugenio dei Mancuso. Tra la merce di scambio del patto politico-mafioso, i due criminali Eugenio Costantino e Alessandro Gugliotta chiedevano a Domenico Zambetti appalti per l'Expo 2015 a Milano e Rho per la 'ndrina Oliverio di Belvedere Spinello (KR). Eugenio Costantino, spiega anche come organizzava cene per campagne elettorali per l'assessore regionale Zambetti, che sono costate ai contribuenti più di quattro milioni di euro.
Il 15 luglio 2016 si conclude a Reggio Calabria l'operazione Mammasantissima del Ros dei Carabinieri che porta all'arresto di 3 persone: Alberto Sarra ex consigliere regionale della Calabria, Giorgio De Stefano avvocato e Francesco Chirico, anch'esso avvocato; inoltre è indagato anche il già arrestato Paolo Romeo ex deputato del Psdi e viene presentata la richiesta d'arresto del senatore di Grandi autonomie e libertà Antonio Caridi. L'operazione fa emergere contatti con esponenti della massoneria.

## Elenco di casi noti

### '800 - Lo scioglimento del comune di Reggio Calabria
Enzo Ciconte inoltre, insieme al professore Antonio Nicaso che all'ex presidente della Commissione parlamentare antimafia Francesco Forgione affermano che nel 1869 il comune di Reggio Calabria proprio a causa della criminalità organizzata fu sciolto per decreto regio.

### Anni 1970
I fatti di Reggio Calabria
- Il 26 ottobre 1969 avvenne una riunione mafiosa a Montalto per partecipare al Golpe Borghese[30]. Tra il luglio 1970 e febbraio 1971 durante i Fatti di Reggio, capeggiati da Ciccio Franco del Movimento Sociale Italiano - Destra Nazionale, alcune 'ndrine stavano dalla parte della destra e altre con la sinistra[31]. Giorgio De Stefano della 'ndrina De Stefano e Antonio Nirta della 'ndrina Nirta, volevano appoggiare i golpisti[32]: una linea diretta unisce la 'ndrangheta, con i golpisti, Licio Gelli Gran Maestro del Grande Oriente, della loggia massonica P2, rappresentato da Lino Salvini, gran maestro del Grande Oriente d'Italia, accompagnato dai massoni marchesi Felice e Carmelo Genovese Zerbi[33], servizi segreti italiani con i generali Gianadelio Maletti e Vito Miceli tesserati della loggia massonica P2, l'ammiraglio Gino Birindelli, CIA, Richard Nixon, alcuni generali dei Carabinieri e Stefano Delle Chiaie, politico dell'estrema destra, fondatore di Avanguardia Nazionale. Su indicazione del pentito Giuseppe Albanese, scoperti nell'operazione Olimpia[34] e descritti negli atti della commissione parlamentare d'inchiesta[35], l'incontro avvenne a villa “La Spagnola”, una tenuta di proprietà di Valerio Borghese lungo la costa degli Dei, situata nel comune di Parghelia.

Il caso Moro
- 1978. Da una telefonata intercettata tra il segretario di Moro Sereno Freato e Benito Cazora, deputato della Dc, secondo alcune ricostruzioni incaricato di tenere i rapporti con la malavita calabrese, avvenuta otto giorni prima della morte di Moro, nella quale Freato cerca di avere notizie sulla prigione di Moro. Dall'intercettazione risulterebbe che la 'ndrangheta aveva a disposizione alcune foto di via Fani (forse quelle relative al rullino sparito o delle loro copie) e che in una di queste vi fosse "un personaggio noto a loro"[36]. Secondo quanto riferito nel 1991 da Cazora sarebbero stati alcuni esponenti della 'ndrangheta, in stato di soggiorno obbligato, ad offrire ad alcuni esponenti della DC la propria collaborazione per individuare il luogo della prigionia di Moro, in cambio della possibilità di riottenere la libertà di movimento, ma questa collaborazione non venne comunque realizzata[37]. Il 13 luglio 2016 il presidente della Commissione parlamentare d'inchiesta sul caso Moro, Giuseppe Fioroni rivela che: "Grazie alla collaborazione del Ris dell'Arma dei Carabinieri, possiamo affermare con ragionevole certezza che il 16 marzo del 1978 in via Fani c'era anche l'esponente della 'ndrangheta Antonio Nirta[38]. Antonio Nirta, soprannominato Due nasi è il nipote dell'omonimo boss, già nominato dal pentito Saverio Morabito in relazione con uno dei sequestratori ed il generale Francesco Delfino[38].

### Anni 1980
- L'11 giugno 1980, fu assassinato Giuseppe Valarioti, segretario della sezione del PCI di Rosarno. Aveva solo 30 anni.[39]
- Il 21 giugno 1980 fu assassinato Giovanni Losardo, militante comunista, già sindaco di Cetraro ed - al momento dell'assassinio - assessore alla pubblica istruzione, segretario capo presso la Procura della repubblica del Tribunale di Paola.
- Nel 1989, fu assassinato Lodovico Ligato, ex parlamentare DC ed ex presidente delle Ferrovie dello Stato.

### Anni 1990
Il 10 novembre 1992 l'allora Procuratore capo di Palmi Agostino Cordova dispose il rinvio a giudizio di 132 imputati con le accuse di narcotraffico, traffico di armi e voto di scambio: tra gli inquisiti, esponenti dei clan Pesce e Pisano di Rosarno, l'ex Gran Maestro della P2 Licio Gelli, l'ex assessore regionale socialista Giovanni Palamara, l'ex presidente del Consiglio regionale Antonino Zito e Mario Battaglini, già vicepresidente socialista della Provincia di Reggio Calabria, mentre fu stralciata la posizione dei parlamentari socialisti Sandro Principe e Sisino Zito poiché l'autorizzazione a procedere fu sempre negata dalla Camera dei deputati e dal Senato della Repubblica. Nel 1995 il processo si concluse con una pioggia di assoluzioni.
Il 12 dicembre 1992, a Reggio Calabria, si scopre che 96 persone sono prestanome delle proprietà ritenute delle cosche della 'ndrangheta calabrese. Indagati i Mammoliti di Oppido Mamertina, i Pesce di Rosarno che hanno filiali criminali in Canada e in Australia, i Commisso di Siderno, i Versace di Polistena, i Foccari di Locri, gli Aquino di Marina di Gioiosa Ionica e gli Spanò di Giffone.
Il 5 maggio del 1995, con decreto del Governo, viene sciolto in provincia di Torino, il Consiglio comunale di Bardonecchia per presunte infiltrazioni mafiose, primo caso al Nord Italia, e viene arrestato Rocco Lo Presti, storico boss mafioso di Bardonecchia e della Val di Susa.
Il 20 luglio 1995 a Palmi, il pentito Giuseppe Albanese rivela che la 'ndrangheta proteggeva un gruppo eversivo rosso, Unione Comunisti Combattenti, che avrebbe commesso anche un attentato e una rapina, grazie alla mediazione di Giacomo Mancini, il quale in cambio assicurava alle tre cosche amiche, i Mancuso di Limbadi, i Pesce di Rosarno e gli Iamonte di Melito Porto Salvo, favori per l'assegnazione di appalti relativi alla costruzione della superstrada jonica da Rosarno a Gioiosa e aggiustamenti nei processi.

### Anni 2000
- Il 13 agosto 2001 a Rosarno la 'Ndrangheta minaccia il Sindaco antimafia Giuseppe Lavorato con colpi di Kalašnikov contro il Comune e la finestra del suo ufficio[11]. In seguito il Sindaco Lavorato portò Rosarno ad essere il primo Comune d'Italia a costituirsi parte civile in un processo antimafia (dopo quello di Gioiosa Jonica, nel 1977)[52].
- Il 22 febbraio del 2004 Saverio Zavettieri, ex segretario regionale della CGIL e parlamentare per tre legislature del Partito Socialista Italiano, subisce un gravissimo attentato: due sicari tentano di ucciderlo nella sua casa di Bova Marina e soltanto il vetro blindato della finestra impedisce che il proiettile raggiunga il suo scopo[53][54]. Lo stesso Zavettieri ritiene che l'attentato sia legato ad una commistione tra politica e 'ndrangheta e maturato all'interno della maggioranza di centrodestra calabrese, collegandolo anche all'omicidio di Francesco Fortugno che si verificherà l'anno successivo.
- Nell'ottobre 2004 viene trovato un ordigno all'interno del municipio di Reggio Calabria[55][56].
- Il 27 marzo 2005 viene indirizzata una busta con un proiettile da mitragliatore a Maurizio Carbonera, sindaco di Buccinasco (MI), il 26 marzo del 2003 gli era già stata incendiata l'automobile.
- Il 16 ottobre 2005, fu assassinato alle primarie dell'Unione a Locri Francesco Fortugno, vicepresidente del Consiglio regionale della Calabria.
- Il 17 novembre 2007 viene arrestato il sindaco di Seminara Antonio Pasquale Marafioti, il vicesindaco Mariano Battaglia e l'assessore allo Sport Adriano Gioffrè (lista civica) per associazione a delinquere di tipo mafioso. Coinvolti presunti esponenti della 'ndrina Gioffrè di Seminara e anche l'ex sindaco Carmelo Buggè. Il Comune di Seminara era già stato sciolto una volta per infiltrazioni mafiose[57].
- Il 28 gennaio 2008, nell'operazione Onorata Sanità, vengono tenute sotto custodia cautelare 18 persone tra cui il consigliere regionale "Domenico Crea" ed esponenti della cosca dei Morabito, dei Zavettieri e dei Cordì per associazione mafiosa, abuso d'ufficio, falsità ideologica commessa da pubblico ufficiale, truffa, omissione di soccorso, soppressione e distruzione di atti veri[58][59][60].
- Il 13 febbraio 2008 nell'operazione Noas, tra i 50 arrestati sono presenti anche l'assessore al turismo della regione Calabria Pasquale Tripodi (successivamente scarcerato per illegittimità del provvedimento l'8 marzo 2008[61]), Vincenzo Ielo, sindaco di Staiti e il vicesindaco di Brancaleone, Gentile Scaramuzzino per favoreggiamento mafioso della cosca dei Morabito, Bruzzaniti, Palamara in svariate attività illecite[62][63][64].
- Il 19 marzo 2008 viene arrestato il consigliere regionale della Calabria Franco La Rupa con l'accusa di Scambio elettorale politico-mafioso, in presunti collegamenti con il boss di Amantea Tommaso Gentile. Nell'inchiesta sono stati anche arrestati Armando Mendicino, un sottufficiale dei Carabinieri, Domenico De Luca, un appuntato della Guardia di Finanza, accusati di concorso esterno in associazione mafiosa e Concetta Schettini, dirigente dell'ufficio tecnico del Comune di Amantea[65].
- Il 9 aprile 2008 il senatore Sergio De Gregorio è stato iscritto nel registro degli indagati per concorso in esterno in associazione a delinquere di stampo mafioso finalizzata al riciclaggio, dovuto a presunti favori nell'acquisto della caserma Mezzacapo alla cosca 'ndranghetista del reggino Ficara-Latella. De Gregorio esclude categoricamente qualsiasi coinvolgimento[66][67].
- L'11 aprile 2008 si viene a conoscenza che la cosca dei Piromalli stava contrattando con un politico siciliano la compravendita di 50.000 voti per 200.000€ degli italiani all'estero (in Sud America)[68][69].
- Il 7 maggio 2008 viene arrestato il candidato UDC Pasquale Inzitari per concorso esterno in associazione mafiosa e il capo-cosca Domenico Rugolo, entrambi parenti dell'imprenditore Nino Princi vittima nei giorni precedenti di un attentato della 'Ndrangheta. Sono stati inoltre sequestrati nell'operazione beni per 15 milioni di euro.[70]
- Nel giugno del 2008 sono stati sequestrati 7 cantieri lungo la statale 106 appartenenti alle cosche Morabito-Bruzzaniti-Palamara, Maisano e Vadalà. Vengono effettuati 33 fermi tra cui 2 consiglieri di Bova Marina e Samo e 2 imprenditori.[71]
- Il 12 ottobre 2008 viene sciolto per 18 mesi il comune di Rosarno per infiltrazione mafiosa, in particolare della cosca dei Piromalli[72].
- Il 13 ottobre 2008 vengono arrestati il sindaco e il vicesindaco di Gioia Tauro, insieme al sindaco di Rosarno, per concorso esterno in associazione mafiosa.[73]

### Anno 2010
- Il 23 febbraio 2010 in un'inchiesta su una rete di riciclaggio di denaro attuata dai vertici di Telecom Sparkle e Fastweb, sarebbe coinvolto anche il senatore del Popolo delle libertà Nicola Di Girolamo, eletto a Stoccarda, in Germania con schede elettorali false degli Arena[17][74].
- Il 10 aprile 2010 spunta fuori da un'intercettazione tra il faccendiere Aldo Miccichè e Filippo Fani, esponente del Pdl, che le cosche della Piana di Gioia Tauro hanno fatto bruciare le schede elettorali degli italiani in Venezuela[75].
- Nel novembre 2010, a seguito dell'inchiesta Crimine e Infinito del luglio 2010, per la prima volta un comune lombardo viene sciolto per evitare il commissariamento per infiltrazioni mafiose: Desio[76][77][78].
- L'11 dicembre 2010, a Vibo Valentia il presidente della Regione Calabria, Giuseppe Scopelliti prevede che l'Azienda sanitaria provinciale di Vibo Valentia sarà sciolta per la penetrazione della 'ndrangheta nella sanità[79]. Alessandra Sarlo, moglie del giudice Vincenzo Giglio, presidente della Sezione misure di prevenzione del Tribunale di Reggio Calabria, era il commissario straordinario dell'ASL di Vibo Valentia.
- Il 14 dicembre 2010 con l'operazione Recupero, a seguito dell'operazione Crimine di luglio, vengono eseguite 51 ordinanze di custodia cautelare presso 51 presunti affiliati alla cosca accusati di associazione mafiosa. Viene arrestato anche l'ex Sindaco di Siderno Alessandro Figliomeni[80][81][82].
- Il 21 dicembre 2010 vengono eseguiti 12 arresti per associazione mafiosa e corruzione elettorale con fini mafiosi delle elezioni regionali del 29 e 30 marzo 2010. Tra gli arrestati c'è il consigliere regionale Santi Zappalà, e la cosca Pelle[83][84].
- Il 22 dicembre 2010 l'ex consigliere della Regione Calabria Mimmo Crea viene condannato in primo grado a 11 anni di carcere accusato di concorso esterno in associazione mafiosa favorendo i Morabito-Zavettieri, i Cordì e i Talia.[85]

#### Anno 2011 - Scioglimento di Bordighera
- Nel marzo 2011, per la prima volta in Liguria viene sciolto il comune di Bordighera per infiltrazioni mafiose della famiglia Pellegrino[86].
- Il 25 giugno 2011 il sindaco di Ventimiglia si dimette e viene commissariato per evitare lo scioglimento del comune ligure[86][87].
- Il 30 novembre 2011 si conclude un filone dell'operazione Infinito in cui viene arrestata il consigliere regionale della Calabria Francesco Morelli insieme ad un avvocato, un medico e un maresciallo della Guardia di Finanza e presunti membri dei Valle-Lampada[88][89].

#### Anno 2012 - Bova Marina, Platì, Ventimiglia, Leinì, Chivasso e Rivarolo Canavese
- Il 17 gennaio 2012 l'ex assessore del Il Popolo della Libertà alla regione Lombardia Ponzoni è accusato di aver avuto appoggio elettorale dalla 'ndrangheta nelle elezioni regionali del 2005[90].
- Il 3 febbraio 2012 anche il comune ligure di Ventimiglia viene sciolto per mafia[91].
- Il 23 marzo 2012 vengono sciolti i comuni di Bova Marina e Platì in provincia di Reggio Calabria e Leini (in seguito all'inchiesta Minotauro del 2011) in Provincia di Torino.[92][93]
- Il 3 aprile 2012 si viene a conoscenza che la DDA di Reggio Calabria sta indagando su Romolo Girardelli presunto faccendiere dei De Stefano che sarebbe legato in affari con l'ex tesoriere della Lega Nord Francesco Belsito, il primo col bisogno di riciclare denaro sporco, l'altro nascondere parte dei soldi ricevuti dai rimborsi elettorali.[94][95]
- Il 6 aprile 2012 vengono sciolti i comuni di Mileto (VV) e Bagaladi (RC).[96]
- Il 6 aprile 2012 vengono sequestrati beni del valore di 16 milioni di euro all'ex consigliere regionale della Calabria Santi Zappalà, arrestato nel 2010 per aver contrattato voti elettorali con le cosche di San Luca.[97]
- Il 21 maggio 2012 nell'operazione Falsa politica vengono arrestate a Siderno 15 persone presunte affiliate ai Commisso, tra cui un ex consigliere della regione Calabria, un ex consigliere della provincia di Reggio Calabria ed un consigliere del comune di Siderno[98].
- Il 22 maggio 2012 viene sciolto il comune di Rivarolo Canavese in Provincia di Torino per infiltrazioni mafiose[99].
- Il 7 luglio 2012 viene sciolto il comune di Mongiana, in Provincia di Vibo Valentia[100].
- Il 18 luglio 2012 l'ex deputato Amedeo Matacena viene condannato a cinque anni di reclusione più l'interdizione perpetua dai pubblici uffici per concorso esterno in associazione mafiosa (contatti con la 'ndrina dei Rosmini) dalla Corte d'assise d'appello di Reggio Calabria, sentenza confermata dalla Corte di cassazione il 6 giugno 2013[101], sfuggendo tuttavia all'arresto non facendosi trovare nella sua abitazione e fuggendo all'estero.
- Il 3 ottobre 2012, avviso di garanzia per il presidente della Regione Calabria, Giuseppe Scopelliti e alla giunta di centrodestra della Calabria, con l'accusa di abuso d'ufficio, per la nomina di Alessandra Sarlo, coniuge del giudice Vincenzo Giglio, presidente della Sezione misure di prevenzione del Tribunale di Reggio Calabria, arrestato lo scorso 30 novembre a Milano per le ipotesi di corruzione e favoreggiamento personale, aggravato dall'aver agevolato la 'ndrangheta.
- Il 9 ottobre 2012 viene sciolto per la prima volta in Italia un capoluogo di provincia: Reggio Calabria[102][103]. In carcere il consigliere comunale di maggioranza Giuseppe Plutino.
- Il 10 ottobre 2012 viene arrestato, insieme ad altre 19 persone, l'assessore regionale della Lombardia Domenico Zambetti del Pdl per aver comprato, a 50€ a voto, 4000 voti alla 'Ndrangheta per un totale di 200.000€, concorso esterno in associazione mafiosa e corruzione. L'assessore era in rapporti con Giuseppe D'Agostino (già arrestato anni prima per le operazioni sull'ortomercato) delle famiglie Morabito-Bruzzaniti-Palamara e con il gestore di negozi Costantino Eugenio dei Mancuso[104][105].
- Il 23 ottobre 2012 i carabinieri concludono l'operazione Colpo di coda con 22 ordinanze di custodia cautelare tra Calabria e Piemonte accusati di associazione di tipo mafioso, estorsione, traffico di droga, porto e detenzione di armi illegale tra cui un dirottamento delle elezioni comunali di Chivasso, in Piemonte[106][107][108].
- Il 15 novembre 2012 vengono arrestati a Rende due consiglieri del PD Umberto Bernaudo e Pietro Paolo Ruffolo (già accusati di concorso esterno in associazione mafiosa, corruzione e voto di scambio) accusati di ingerenza clientelare su una società del comune insieme a un boss locale già in carcere.[109]
- Il 16 novembre 2012 viene arrestato il boss di Rende (CS) Ettore Lanzino latitante da 4 anni e nella lista dei 100 latitanti più ricercati, è accusato di associazione mafiosa, omicidio plurimo, nonché di aver fatto ottenere favori elettorali all'ex sindaco del comune Umberto Bernaudo e all'ex assessore provinciale Pietro Paolo Ruffolo entrambi agli arresti domiciliari. Lo 'ndranghetista era persino stipendiato dal comune[110].

#### Anno 2013 - Scalea, Badolato, Melito Porto Salvo e Isola Capo Rizzuto
- Il 23 maggio 2013 con l'operazione Lybra vengono arrestati presunti esponenti dei Tripodi accusati di aver raccolto dei voti per esponenti politici, i quali non sono indagati, in cambio di appalti. A Padova sono state arrestate 20 persone tra cui molti imprenditori accusati di essere collusi con la cosca ed infine a Brescia vi è l'infiltrazione presso la società Medialink[111][112].
- Il 3 luglio 2013, durante l'operazione Itaca-Freeboat vengono arrestate 25 persone di cui alcune affiliate alla cosca Gallace e altre, tra cui imprenditori e professionisti, fiancheggiatori di essa, sarebbe coinvolto anche il sindaco di Badolato. Le accuse sono di estorsione, associazione mafiosa, usura e spaccio di droga[113][114].
- Il 12 luglio 2013, durante l'operazione Plinius vengono arrestate 38 persone tra Cosenza, Bari, Matera, Terni e Salerno facenti capo o presunte affiliate ai Valente-Stummo, del Locale di Cetraro accusate di associazione mafiosa, corruzione, turbativa d'asta, sequestro di persona, falso, concussione detenzione e porto d'armi, vengono inoltre sequestrati beni dal valore di 60 milioni di euro. Sarebbe coinvolto anche il Sindaco del comune cosentino di Scalea e alcuni dei suoi assessori[115][116][117].
- Il 16 ottobre 2013 viene sciolto il primo comune per mafia in Lombardia: Sedriano e per la seconda volta il comune di Cirò, in provincia di Crotone[118][119].
- Il 20 novembre 2013 nell'operazione Sipario  vengono arrestate dai carabinieri 12 persone di Melito Porto Salvo, riconducibili agli Iamonte, accusate di associazione mafiosa e di illeciti nell'assegnazione di appalti pubblici[120]. Sarebbe coinvolto anche l'ex Sindaco Iaria[121].
- Il 3 dicembre 2013, con l'operazione Insula, la Guardia di Finanza arresta 13 persone tra cui l'ex sindaco di Isola Capo Rizzuto Carolina Girasole e presunti affiliati agli Arena. L'ex sindaco è accusato di corruzione elettorale alle elezioni amministrative del 2008[122][123][124].

#### Anno 2014 - Lecco e Acri
- Il 2 aprile 2014 si conclude l'operazione della Guardia di Finanza Metastasi che porta all'arresto di 10 persone tra cui presunti esponenti dei Trovato del locale di Lecco, il consigliere comunale di Lecco Franco Palermo che sarebbe anche affiliato e il sindaco del comune di Valmadrera Marco Rusconi; sono stati sequestrati anche 17 immobili, 5 auto e due bar e quote di partecipazione ad alcune società[125][126].
- Il 10 maggio 2014 viene indagato per concorso esterno in associazione mafiosa il consigliere regionale all'Agricoltura della Regione Calabria Michele Trematerra. Avrebbe condizionato la regione e il comune di Acri per conto della 'ndrina dei Lanzino al fine di ottenere vantaggi nell'assegnazione della cura dei boschi[127].
- Il 10 giugno 2014 un'inchiesta svela il potere della cosca nella gestione boschiva del comune di Acri relativo al taglio, alla vendita del legname e alla spalatura della neve. Ci sarebbero stati collegamenti con l'ex sindaco Luigi Maiorano, del consigliere comunale Angelo Gencarelli e del consigliere regionale Michele Trematerra[128].

#### Anno 2015 - Operazione Aemilia
- Il 28 gennaio 2015 si conclude l'operazione Aemilia con l'arresto di 160 persone in Emilia-Romagna, Lombardia, Piemonte, Veneto, Calabria e Sicilia delle procure di Bologna, Catanzaro e Brescia tra cui affiliati dei Grande Aracri e il presunto capo di Reggio Emilia Nicolino Sarcone, il capogruppo di Fi di Reggio Emilia, Giuseppe Pagliani. Le persone sono accusate di: associazione di tipo mafioso, estorsione, usura, porto e detenzione illegali di armi, intestazione fittizia di beni, reimpiego di capitali di illecita provenienza, emissione di fatture per operazioni inesistenti[129][130].

#### Anno 2016 - Regione Calabria, Provincia di Vibo Valentia ed il senatore Caridi
- Il 23 marzo 2016 si conclude l'operazione della procura di Catanzaro che porta agli arresti domiciliari Sandro Principe, ex sottosegretario al Lavoro del Governo Amato e Ciampi, ex consigliere regionale della Calabria e ex sindaco di Rende, l'ex consigliere regionale Rosario Mirabelli, l'ex sindaco di Rende Umberto Bernaudo, e l'ex consigliere provinciale Pietro Ruffolo per voto di scambio e corruzione. Sarebbero accusati di aver chiesto voti alla cosca Lanzino-Ruà ed in particolare di Ettore Lanzino[131][132].
- Il 20 aprile 2016 si conclude l'operazione Costa pulita di Polizia di Stato, Carabinieri e Guardia di Finanza contro i Mancuso ed in particolare la figura del boss Pantaleone Mancuso e le 'ndrine Accorinti, La Rosa e Grande. Viene accusato di corcorso esterno in associazione mafiosa Andrea Niglia, presidente della Provincia di Vibo Valentia e sindaco di Briatico[133].
- Il 15 luglio 2016 si conclude a Reggio Calabria l'operazione Mammasantissima del Ros dei Carabinieri che porta all'arresto di 3 persone: Alberto Sarra ex consigliere regionale della Calabria, Giorgio De Stefano avvocato e Francesco Chirico, anch'esso avvocato; inoltre è indagato anche il già arrestato Paolo Romeo ex deputato del Psdi e viene presentata la richiesta d'arresto del senatore di Grandi autonomie e libertà Antonio Caridi[26][134]. Il 15 dicembre 2017 la corte di cassazione annulla per la seconda volta con rinvio l'ordinanza del tribunale di Reggio Calabria di custodia cautelare nei confronti del senatore.[135]

#### Anno 2017 - Scioglimento di Sedriano, Lavagna e Lamezia Terme
- Il 2 febbraio 2017 vengono arrestate 9 persone, tra cui l'ex assessore regionale Nazzareno Salerno, un ex dirigente regionale, l'ex presidente di Calabria Etica, l'ex AD di Cooperfin spa e due presunti affiliati ai Mancuso accusati di aver ottenuto illecitamente fondi dell'Unione europea con le seguenti accuse: turbativa d'asta, minaccia ed estorsione aggravata dal metodo mafioso, corruzione, peculato e abuso d'ufficio[136].
- Il 3 febbraio 2017 viene sciolto per la terza volta il comune di Gioia Tauro[137].
- Il 7 febbraio 2017 si conclude il processo che condanna l'ex assessore regionale della regione Lombardia Domenico Zambetti accusato di aver comprato voti da esponenti della 'ndrangheta lombarda mentre invece viene assolto l'ex sindaco di Sedriano (MI) Alfredo Celeste[138].
- Il 24 marzo 2017 a seguito dell'operazione I conti di Lavagna viene sciolto in Liguria il comune di Lavagna. Tra le motivazioni i legami criminali con la consorteria originaria di Condofuri dei Rodà-Casile[139].
- L'11 maggio 2017 viene sciolto il comune di Laureana di Borrello e di cui si indiranno nuove elezioni solo nel 2019, a seguito di una inchiesta riguardante le infiltrazioni dei Lamari attraverso l'assessore Vincenzo Lainà.[140]
- Il 3 luglio 2017 viene sciolto il comune di Sorbo San Basile[141][142].
- Il 28 luglio 2017 vengono sciolti i comuni di Cropani[143] e Brancaleone[144].
- Il 26 settembre 2017, nell'ambito della maxioperazione in Lombardia, il sindaco di Seregno, Edoardo Mazza, è stato arrestato dai carabinieri del Comando provinciale di Milano[145]. L'accusa, che lo ha portato agli arresti domiciliari, è di corruzione, per aver favorito il costruttore Antonio Lugarà in cambio di voti assicurati da quest'ultimo per le elezioni del 2015, vinte dall'ormai ex sindaco. Pochi giorni dopo l'arresto, la Giunta comunale si è dimessa in blocco perché, "è un atto dovuto ai cittadini di Seregno", da un'intervista rilasciata dal capogruppo del PD, William Viganò[146]. La vicenda si inserisce nella vasta inchiesta che ha portato a 27 arresti in totale per i legami tra 'ndrangheta e mondo politico e dell'imprenditoria. In seguito alla vicenda, anche il vice sindaco di Seregno, Giacinto Mariani si è dimesso dal suo incarico e nei giorni seguenti anche quest'ultimo è stato indagato per abuso d'ufficio.[147]
- Il 22 novembre 2017 in Calabria vengono sciolti 5 comuni: Cassano allo Jonio, Isola Capo Rizzuto, Petronà, Marina di Gioiosa Jonica e Lamezia Terme. Gli ultimi due[148] annullati dal Tar del Lazio nel 2019[149].

#### Anno 2018 - Il crotonese dei Farao-Marincola e l'ex Sindaco di Siderno
- Il 9 gennaio 2018 si conclude l'operazione Stige porta all'arresto di 170 presunti affiliati o sodali dei Farao-Marincola e dei Giglio tra cui nel crotonese i presidenti dei consigli comunali di Cirò Marina, Strongoli, Mandatoriccio, Casabona e San Giovanni in Fiore e del presidente della Provincia di Crotone, 13 arresti sono avvenuti in territorio tedesco in Assia e a Stoccarda[150][151][152][153]. In Germania imponevano i loro prodotti vicino e i semilavorati per la pizza mentre in Calabria gestivano il mercato ittico, il gioco d'azzardo legale delle slot machine, i distributori di bevande, i servizi di onoranze funebri e la gestione dell'accoglienza dei migranti[150][151][152][153].
- A marzo 2018 si conclude il processo Gotha condannando a 20 anni di carcere Giorgio De Stefano, ex consigliere comunale DC come al vertice della 'ndrangheta reggina ma anche l'ex sindaco di Villa San Giovanni Antonio Messina, l’ex cancelliere del tribunale Aldo Inuso, il commercialista Natale Saraceno, l’imprenditore Angelo Frascati[154].
- Il 6 maggio 2018 Alessandro Figliomeni, ex sindaco di Siderno viene condannato dalla corte di cassazione per associazione a delinquere di stampo mafioso in quanto riconosciuto come organico ai Commisso con dote di santista[155].
- Il 14 giugno 2018 viene condannato in primo grado nel processo Sistema-Assenzio l'ex consigliere comunale di Reggio Calabria della Giunta Scopelliti Dominique Suraci condannato a 12 anni di carcere per concorso esterno in associazione mafiosa[156].
- Il 12 luglio 2018 si conclude l'operazione Via col vento che porta all'arresto di 13 persone presunte sodali delle 'ndrine Paviglianiti, Mancuso, Anello e Trapasso tra cui il sindaco di Cortale (CZ) che volevano infiltrarsi negli appalti di costruzione dei parchi eolici delle province di Reggio Calabria, Crotone, Vibo Valentia e Catanzaro e accusate a vario titolo di associazione mafiosa, estorsione e illecita concorrenza[157][158].
- Il 24 settembre 2018 si conclude l'operazione Iris che porta a 18 arresti tra cui presunti affiliati agli Alvaro e tra cui il sindaco di Delianuova, sospettato di essere anche lui un affiliato, a vario titolo sono accusati di associazione a delinquere di stampo mafioso, estorsione e truffa aggravata[159].
- Il 12 novembre 2018 si conclude l'operazione Quinta Bolgia della Direzione distrettuale antimafia che porta a 24 ordinanze di custodia cautelare per la cosca degli Iannazzo-Daponte-Cannizzaro e Giampà che fanno riferimento a Vincenzo Torcasio ma anche per due esponenti politici: il consigliere di Lamezia Terme Luigi Muraca e l'ex deputato Giuseppe Galati (deputato dal 1996 al 2018) e alcuni dirigenti comunali. Sarebbero accusati di essersi inseriti illecitamente nella gestione delle ambulanze, delle onoranze funebri e della fornitura di materiale sanitario dell'azienda sanitaria provinciale[160][161].

#### Anno 2019 - Voto di scambio in Valle d'Aosta, l'arresto del sindaco di Pizzo, dell'assessore regionale del Piemonte e del presidente del consiglio di Piacenza
- Il 23 gennaio 2019 si conclude l'operazione Geenna dove in Valle d'Aosta vengono arrestate 16 persone di un sodalizio operanti come Locale di Aosta almeno dal 2014 e riconducibili ai Nirta Scalzone, ai Raso e ai Mammoliti tra cui un consigliere di Saint Pierre, uno di Aosta e un consigliere regionale dell'Union Valdôtaine (all'epoca dei fatti a lui contestati era assessore) e accusati a vario titolo di associazione mafiosa, concorso esterno, traffico di droga, estorsione. L'associazione trafficava in droga proveniente dalla Spagna[162][163][164].
- Il 25 giugno 2019 si conclude l'operazione Grimilde che porta a 16 ordinanze di custodia cautelare tra cui Francesco Grande Aracri e i figli Salvatore e Paolo accusati a vario titolo di estorsione, usura e riciclaggio ma anche il presidente del consiglio di Piacenza Giuseppe Caruso accusato di associazione mafiosa[165][166].
- Il 19 dicembre 2019 si conclude l'operazione Rinascita-Scott iniziata nel 2016 che porta all'arresto di 334 persone in particolare nella Provincia di Vibo Valentia tra cui i capi e affiliati di tutte le principali locali di 'ndrangheta vibonese e alleate dei Mancuso, oltre ai Mancuso stessi. Tra gli arrestati ci sono anche esponenti politici quali Giancarlo Pittelli (ex di Forza Italia), Gianluca Callipo, sindaco di Pizzo e presidente dell'ANCI in Calabria[167][168][169][170][171].
- Il 20 dicembre 2019 nell'operazione Fenice vengono arrestate tra Torino e Carmagnola 8 persone accusate a vario titolo di associazione mafiosa e reati fiscali, tra gli arrestati figura anche l'assessore regionale di Fratelli d'Italia Roberto Rosso accusato di scambio elettorale politico-mafioso; durante le elezioni regionali del 2019 avrebbe chiesto il voto a membri dei Bonavota di Carmagnola, in particolare Onofrio Garcea, pagando 15.000€. A seguito dell'operazione Rosso si dimette dal suo incarico[172][173].

#### 2020 - Scigliomento di Saint-Pierre e l'arresto del presidente del consiglio regionale della Calabria
- Il 6 febbraio 2020 viene sciolto il comune di Saint Pierre per infiltrazioni mafiose[174][175][176].
- Il 25 febbraio 2020 si conclude l'operazione Eyphemos contro il locale di Sant'Eufemia d'Aspromonte dipendente dagli Alvaro con a capo le famiglie "Carni i cani", "Pajechi", "Merri", "Pallunari", "Testazza" o "Cudalunga"; Sarebbe coinvolto anche Domenico Creazzo, sindaco di Sant'Eufemia e neoeletto consigliere regionale, il vicesindaco Cosimo Idà ed il presidente del consiglio comunale che avrebbe avuto il ruolo di mastro di giornata del locale nonché il responsabile dell'ufficio tecnico Domenico Luppino e Domenico Forgione, consigliere di minoranza[177].
- Il 19 novembre 2020 viene arrestato il presidente del consiglio regionale della Calabria Domenico Tallini accusato di concorso esterno in associazione mafiosa per aver favorito attività imprenditoriali con sede a Catanzaro nell'ambito della distribuzione farmaceutica attive in Calabria, Puglia ed Emilia-Romagna legate ai Grande Aracri. In totale son state arrestate 19 persone[178].